# Lars Gästgivars
Lars Erik Gästgivars, född 28 maj 1946 i Solf, är en finlandssvensk politiker och företagare som representerar Svenska folkpartiet. Gästgivars blev invald i Finlands riksdag med sammanlagt 5646 röster i Riksdagsvalet 2011. Gästgivars är fullmäktigeordförande i Korsholm sedan år 2009 och tilldelades titeln företagarråd år 2000.